# Tipula subfutilis
Tipula subfutilis är en tvåvingeart som beskrevs av Alexander 1929. Tipula subfutilis ingår i släktet Tipula och familjen storharkrankar. Inga underarter finns listade i Catalogue of Life.